# 高師重
高 師重（こう の もろしげ）は、鎌倉時代後期から南北朝時代にかけての武将。足利氏の家臣。高師直の父。

## 生涯
父の後を継いで足利貞氏・尊氏に仕える。
正安3年（1301年）12月には師重が執事として活動していたが、徳治3年（1308年）には兄弟の師行が執事として活動していて、元応2年（1320年）には再び師重が執事として活動している。その後は長幸康と継母観阿・子の師連の相論に対し裁許を下すなど、足利家の側近として活躍していた。
元弘3年（1333年）までには子の師直に惣領の地位を譲っているが、これが原因で師直らと、高氏の嫡流の座を彼らに奪われた（一説によると、師秋の父師行は師重の兄）甥の高師秋との間で確執が生まれたといわれ、師秋は観応の擾乱で師直に与せず、直義側についた。
『太平記』には高師重は建武3年/延元元年（1336年）6月、摂津湊川で楠木正成らを破って入洛した後、比叡山に籠った後醍醐天皇方を攻撃するために、西坂本側の総大将となったが討死したとあるが、これは息子の高師久のことであり、師重とあるのは間違いである。
『常楽記』によれば、康永2年/興国4年（1343年）5月24日に死去とされる。

## 関連作品
- 『太平記』（NHK大河ドラマ、1991年）演：辻萬長